# Martha Coolidge
Martha Coolidge (New Haven, Connecticut, 17 de agosto de 1946) es una directora de cine estadounidense, y la primera y única mujer que ha presidido el Sindicato de Directores de Estados Unidos (2002-2003).

## Carrera
En 1976, se mudó a Hollywood y pasó varios años en los estudios Zoetrope, creados por Francis Ford Coppola. Su debut como directora, Not a Pretty Picture, se basó en su experiencia personal con la violación, y se dio a conocer comercialmente con Valley Girl (1983), producción reconocida en la actualidad por haber lanzado la carrera del actor Nicolas Cage. Su película Rambling Rose (1991) ganó tres premios IFP por mejor película, mejor director y mejor actriz de reparto por Diane Ladd, y obtuvo nominaciones a los premios Oscar y los premios Globo de Oro.
En televisión, ha dirigido episodios de series como The Twilight Zone, Sex and the City, CSI: Crime Scene Investigation, Weeds, Psych y Angie Tribeca.

## Filmografía
| Año  | Título                                         | Notas                             |
| ---- | ---------------------------------------------- | --------------------------------- |
| 2019 | Music, War and Love                            |                                   |
| 2009 | Tribute                                        |                                   |
| 2009 | An American Girl: Chrissa Stands Strong        |                                   |
| 2006 | Material Girls                                 |                                   |
| 2004 | The Twelve Days of Christmas Eve               | Película para televisión          |
| 2004 | The prince and me                              |                                   |
| 2001 | The Ponder Heart                               | Película para televisión          |
| 2001 | The Flamingo Rising                            | Película para televisión          |
| 2000 | If these walls could talk 222                  | Película para tv; segmento '1972' |
| 1999 | Introducing Dorothy Dandridge                  |                                   |
| 1997 | Out to sea                                     |                                   |
| 1995 | Three Wishes                                   |                                   |
| 1994 | Angie                                          |                                   |
| 1993 | Lost in Yonkers                                |                                   |
| 1992 | Crazy in love                                  | Película para televisión          |
| 1991 | Rambling Rose                                  |                                   |
| 1991 | Bare Essentials                                | Película para televisión          |
| 1989 | Trenchcoat in Paradise                         | Película para televisión          |
| 1988 | Plain Clothes                                  |                                   |
| 1985 | Real Genius                                    |                                   |
| 1984 | Joy of Sex                                     |                                   |
| 1984 | The City Girl                                  |                                   |
| 1983 | Valley Girl                                    |                                   |
| 1978 | Bimbo                                          | Cortometraje                      |
| 1976 | Employment Discrimination: The Troubleshooters |                                   |
| 1976 | Not a pretty picture                           |                                   |
| 1974 | Old-Fashioned Woman                            |                                   |
| 1973 | More than a School                             |                                   |
| 1972 | David: Off and On                              | Cortometraje                      |

| Año       | Serie                          | Notas       |
| --------- | ------------------------------ | ----------- |
| 2018      | Siren                          | 1 episodio  |
| 2016      | Angie Tribeca                  | 1 episodio  |
| 2014      | Madam Secretary                | 1 episodio  |
| 2014      | The Night Shift                | 1 episodio  |
| 2014      | Killer Women                   | 1 episodio  |
| 2013      | The Glades                     | 1 episodio  |
| 2013      | Cult                           | 1 episodio  |
| 2012      | The Unknown                    | 4 episodios |
| 2006-2011 | CSI: Crime Scene Investigation | 5 episodios |
| 2011      | Drop Dead Diva                 | 1 episodio  |
| 2009      | Psych                          | 1 episodio  |
| 2007      | Weeds                          | 1 episodio  |
| 2007      | Shark                          | 1 episodio  |
| 2006      | Related                        | 1 episodio  |
| 2005      | Huff                           | 1 episodio  |
| 2003      | Hidden Hills                   | 1 episodio  |
| 2002      | Girls Club                     | 1 episodio  |
| 2002      | Sex and the City               | 1 episodio  |
| 2001      | Leap Years                     | 1 episodio  |
| 1988      | CBS Summer Playhouse           | 1 episodio  |
| 1985-1987 | The Twilight Zone              | 3 episodios |
| 1986      | Sledge Hammer!                 | 1 episodio  |